# Лучичі (Польща)
Лучичі (пол. Łuczyce) — село на Закерзонні в Польщі, у гміні Перемишль Перемишльського повіту Підкарпатського воєводства. Населення — 375 осіб (2011).

## Розташування
Село розташоване за 5 км на південний схід від Перемишля та 66 км на південний схід від Ряшева.

## Історія
У 1880 році Лучичі належали до Перемишльського повіту Королівства Галичини та Володимирії Австро-угорської імперії, у селі було 209 жителів і 40 на землях фільварку (більшість — греко-католики, за винятком 30 римо-католиків).
У 1939 році в селі мешкало 370 осіб, з них 320 українців-греко-католиків, 15 українців-римокатоликів, 25 поляків і 10 євреїв. Село входило до ґміни Германовичі Перемишльського повіту Львівського воєводства.
Після Другої світової війни українців добровільно-примусово виселяли в СРСР. Решту українців (33 особи) у травні 1947 р. в ході етнічної чистки під час проведення Операції «Вісла» з села було депортовано на понімецькі землі у західній та північній частині польської держави. Кілька родин пізніше повернулося в село і в 1991 р. відновило греко-католицьку парафію.
У 1975—1998 роках село належало до Перемишльського воєводства.

## Демографія
Демографічна структура станом на 31 березня 2011 року:
|          | Загалом | Допрацездатний вік | Працездатний вік | Постпрацездатний вік |
| -------- | ------- | ------------------ | ---------------- | -------------------- |
| Чоловіки | 189     | 43                 | 131              | 15                   |
| Жінки    | 186     | 34                 | 113              | 39                   |
| Разом    | 375     | 77                 | 244              | 54                   |

## Церква
У 1856 році українці збудували дерев'яну греко-католицьку церкву Введення Пр. Богородиці. До їх депортації була філіяльною церквою, яка належала до парафії Коровники Перемиського деканату Перемишльської єпархії.